# باربارا سوکووا
باربارا سوکووا (آلمانی: Barbara Sukowa؛ ‏ ۲ فوریه ۱۹۵۰) بازیگر آلمانی است.

## فیلم‌شناسی
از فیلم‌های معروف او می‌توان به فیلم‌های عشق و سیگار، سومین معجزه، دالی‌لند، سیسیلی‌ها و گهواره خواهد جنبید اشاره کرد.